# کرینگتن (دهانه)
کرینگتن یک دهانه برخوردی در ماه‌ است.